# Carlos Miguel Álvarez
Carlos Miguel Álvarez Seibanes (* 5. Mai 1943 in La Plata (Argentinien)) ist ein ehemaliger argentinischer Radrennfahrer.

## Sportliche Laufbahn
Álvarez war Teilnehmer der Olympischen Sommerspiele 1964 in Tokio. Er bestritt mit dem Bahnvierer Argentiniens die Mannschaftsverfolgung. Das Team mit Carlos Miguel Álvarez, Ernesto Contreras, Juan Alberto Merlos und Alberto Trillo belegte den 5. Platz.
1968 startete er bei den Olympischen Sommerspielen in Mexiko-Stadt. In der Mannschaftsverfolgung schied Argentinien in der Besetzung Ernesto Contreras, Juan Alberto Merlos, Roberto Breppe und Carlos Miguel Álvarez in der Qualifikation aus. Auch im Straßenradsport war er am Start. Im Mannschaftszeitfahren kam das Team mit Juan Alberto Merlos, Carlos Miguel Álvarez, Roberto Breppe und Ernesto Contreras auf den 7. Rang.
1972 war Álvarez erneut bei den Spielen in München dabei. In der Mannschaftsverfolgung schied Argentinien in der Besetzung Carlos Miguel Álvarez, Raúl Gómez, Raúl Halket und Ismael Torres in der Qualifikation aus. In der Einerverfolgung wurde er auf dem 5. Platz klassiert.
1968 gewann er bei den UCI-Bahn-Weltmeisterschaften in der Mannschaftsverfolgung die Silbermedaille mit Ernesto Antonio Contreras, Juan Alves und Juan Alberto Merlos.
Bei den Panamerikanischen Spielen holte er dreimal eine Goldmedaille. 1967 gewann er in der Mannschaftsverfolgung, im Mannschaftszeitfahren und im Punktefahren. 1971 holte er Silber in der Einerverfolgung und in der Mannschaftsverfolgung. 1966 konnte er die nationale Meisterschaft im Straßenrennen gewinnen. 1964 und 1965 war er im Clásica del Oeste-Doble Bragado, einem der traditionsreichsten Radrennen in Argentinien, erfolgreich.
Im Bahnradsport siegte er in der nationalen Meisterschaft in der Einerverfolgung 1966, 1970 bis 1973 und 1975.